# Solälven
Solälven (Peivejåkk), vattendrag i norra Lappland, Gällivare kommun. Älvens längd är cirka 30 kilometer. Strax nordost om byn Vuottas mynnar den i Livasälven. Älven ingår i Råneälvens avrinningsområde och strömmar mot sydost från myrmarker vid polcirkeln sydost om Nattavaara i Lappland.